# HD55451
HD55451 — хімічно пекулярна зоря спектрального класу
F3 й має видиму зоряну величину в смузі V приблизно  9,0.